# Parque nacional Islas del Canal

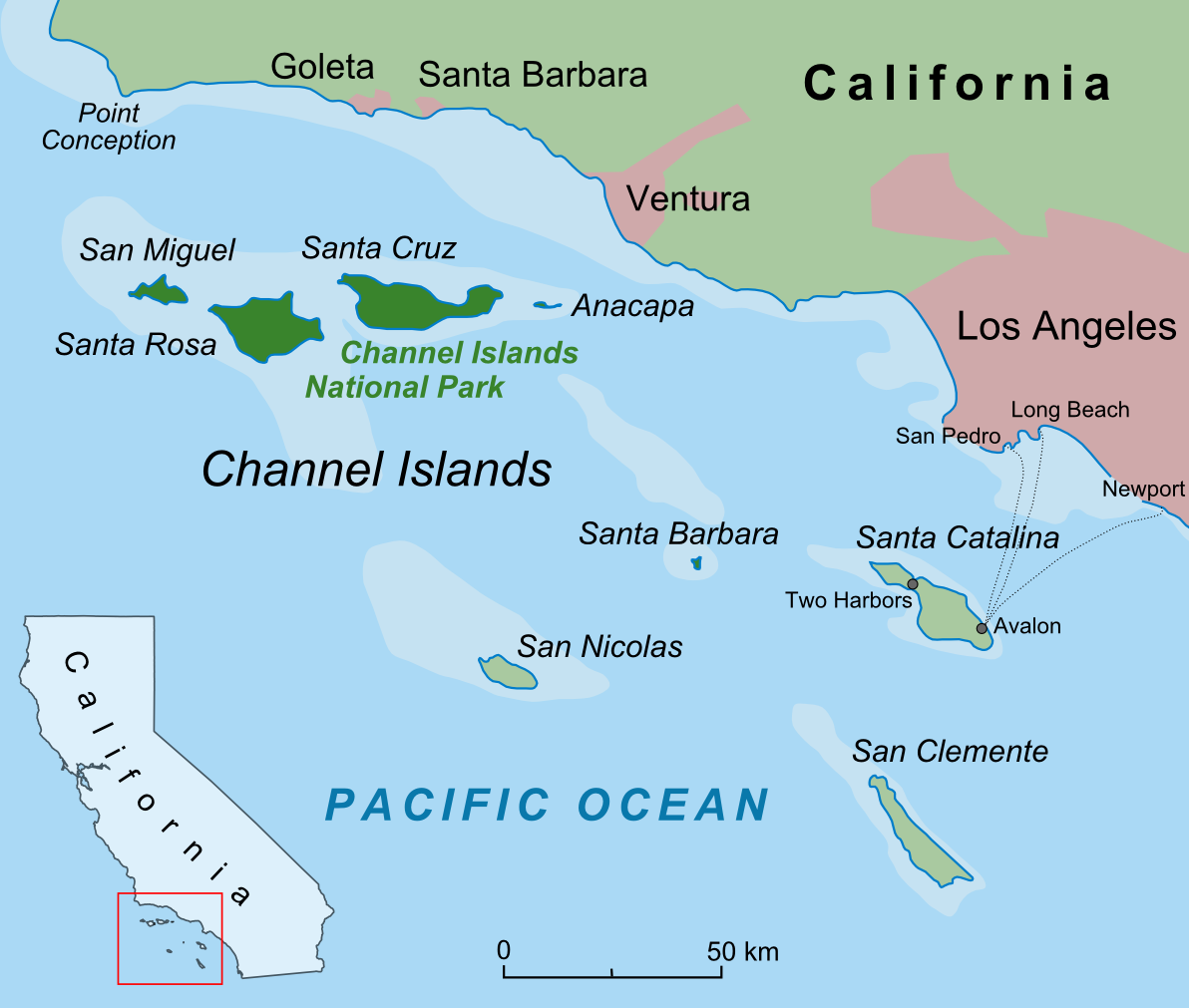
Mapa de las Islas del Canal

El Parque Nacional Islas del Canal (en inglés, Channel Islands National Park), también llamado en español Parque Nacional Archipiélago del Norte, es un parque nacional de Estados Unidos que está formado por cinco de las ocho Islas del Canal, a poca distancia de la costa del estado de California, en el Océano Pacífico. Aunque las islas están cerca de la orilla de la densamente poblada zona sur de California, su aislamiento ha hecho que permanezcan relativamente sin explotar. El parque cubre 100 994 hectáreas, de las que 31 977 hectáreas son propiedad del gobierno federal. The Nature Conservancy posee y gestiona el 76% de la isla Santa Cruz, la más grande del parque.
La isla Santa Cruz, la más grande de las ocho, está dividida entre The Nature Conservancy y el Servicio de Parques Nacionales. The Nature Conservancy posee y administra el 76 % occidental de la isla, mientras que el 24 % oriental es propiedad y está administrado por el Servicio de Parques Nacionales.
El parque nacional Islas del Canal alberga una gran variedad de importantes recursos naturales y culturales. Las islas Anacapa y Santa Bárbara fueron declaradas Monumento Nacional de Estados Unidos el 26 de abril de 1938. Las ocho islas se convirtieron en reserva de la biosfera de la UNESCO en 1976. Cinco islas (Anacapa, Santa Bárbara, Santa Cruz, San Miguel y Santa Rosa) pasaron a formar parte del nuevo parque nacional el 5 de marzo de 1980.De ellas, todas menos Anacapa están en el condado de Santa Bárbara, mientras que Anacapa se halla en el condado de Ventura.
El Santuario Marino Nacional de las Islas del Canal abarca las aguas de seis millas náuticas alrededor del Parque Nacional de las Islas del Canal.

## Geografía
Las islas del parque se extienden a lo largo de la costa meridional de California desde Punta Concepción, cerca de Santa Bárbara, hasta San Pedro, un barrio de Los Ángeles. La sede del parque y el centro de visitantes Robert J. Lagomarsino están situados en la ciudad de Ventura.
El parque tiene un tamaño de 100 994 hectáreas, la mitad bajo el océano, e incluye las islas de:
- San Miguel 3 774 hectáreas.
- Santa Rosa 21 365 hectáreas.
- Anacapa 283 hectáreas.
- Santa Bárbara 259 hectáreas.
- Santa Cruz 24 542 hectáreas, 76% propiedad de The Nature Conservancy, 24% propiedad del Servicio de Parques Nacionales.

## Flora y fauna

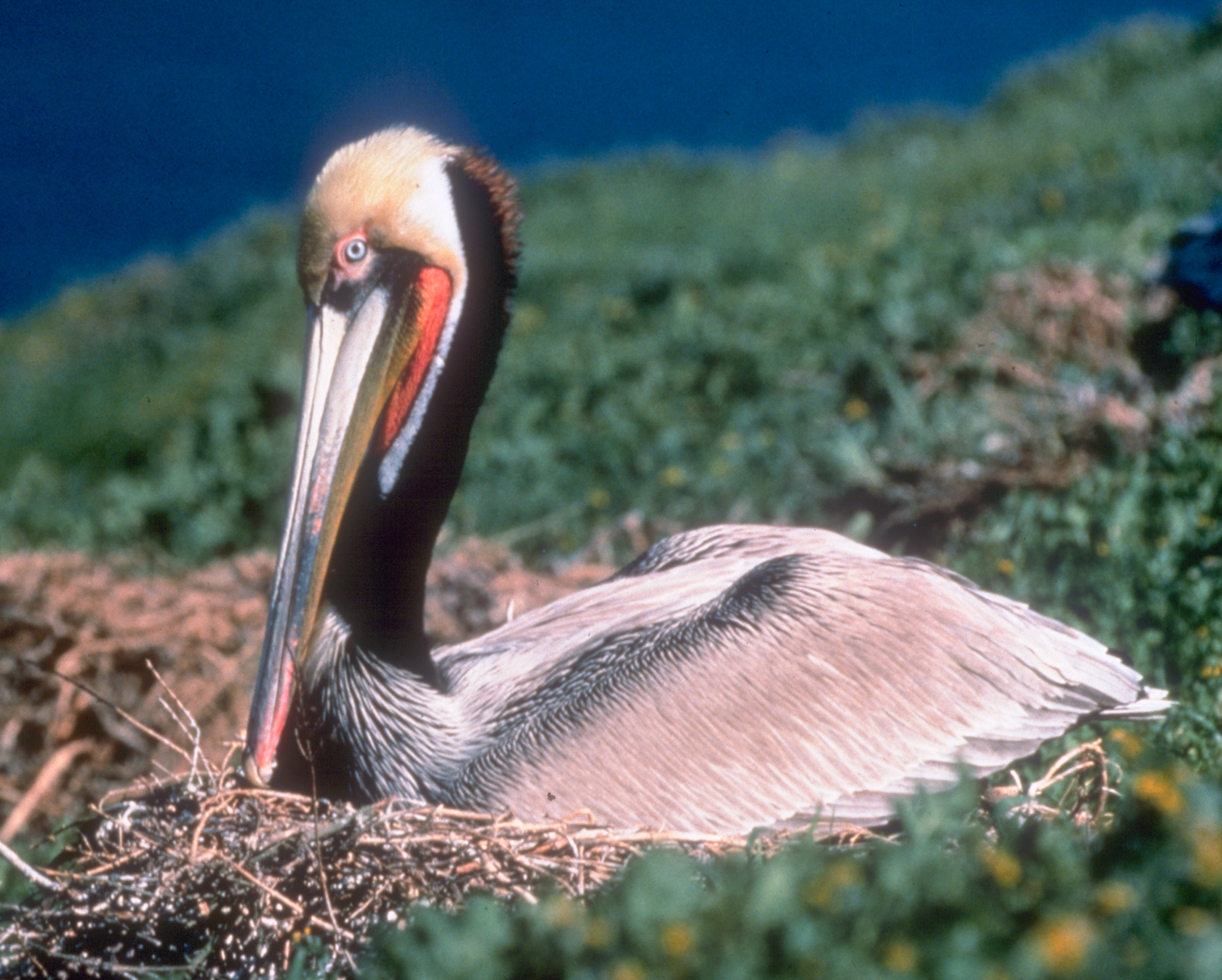
Pelícano café de California (Pelecanus occidentalis) — en su nido en la Isla Anacapa, Parque Nacional Channel Islands, California. Descripción original

Pueden encontrarse más de 2000 especies de plantas y animales dentro del parque. Sin embargo solo tres especies de mamíferos son endémicas, una de las cuales es el ratón ciervo del que se sabe que transporta el hantavirus sin nombre. La mofeta moteada y el zorro isleño son endémicos, así como el Sceloporus occidentalis becki entre los reptiles. También se puede encontrar en el parque a la Aphelocoma insularis, focas comunes, leones marinos de California, la Xantusia riversiana, lechuzas comunes, cernícalos americanos, alondras cornudas, turpiales gorjeadores y pelícanos pardos de California. Ciento cuarenta y cinco de estas especies son específicas de las islas y no se encuentran en ningún otro lugar del mundo. La vida marina abarca desde plancton micróscopico hasta la ballena azul, el mayor animal que haya vivido jamás en la Tierra y aún en peligro. Los restos culturales y arqueológicos se extienden a lo largo de un periodo de más de 10000 años.

## Turismo
Las visitas anuales al principal centro de visitantes del parque superan las 300.000 al año. La cantidad de visitas a las islas y sus aguas es baja, unos 30.000 visitantes que llegan hasta las islas y otros 60 000 que se quedan en aguas del parque. Aunque la afluencia de visitantes es mayor en verano, la migración de las ballenas grises y la espectacular floración de las plantas atrae visitantes en invierno y primavera. El otoño es una época excelente para viajar hasta el parque o bucear cerca gracias a la cantidad de días soleados, con poco viento y aguas oceánicas muy claras. Acampar es una actividad popular en la isla Santa Cruz, donde los visitantes desembarcan en Prisoners Harbor en la orilla norte y se quedan en el valle que está en el interior. El 6 de abril de 2009 se inauguró un nuevo centro de visitantes en Scorpion Ranch, en Santa Cruz.

## Actividades para visitantes
El parque nacional Islas del Canal ofrece una amplia variedad de actividades recreativas. Navegar en kayak a través de las cuevas marinas es una de las más populares. Acampar por cuenta propia o en sitios habilitados, practicar senderismo, submarinismo o la pesca submarina son algunas de las actividades más destacadas a disposición de los visitantes. El parque es famoso por la complejidad, belleza y cantidad de sus cuevas marinas. Gracias a las condiciones del mar y la disponibilidad de transbordadores, Scorpion Anchorage, en la isla Santa Cruz es el área más visitada del parque por visitantes ocasionales o de acampada. Debido a su cualidad de ecosistema único se recomienda a los visitantes inexpertos que tengan cuidado al caminar por el parque debido al estado cambiante del océano. Diversas compañías tienen autorización para ofrecer servicios de guía y acompañamiento en el parque nacional.

## Galería
|                                      |
| Submarinista y león marino, Anacapa. |

|                                         |
| Vista de la orilla de una de las islas. |

|                 |
| Isla San Miguel |

|                                          |
| Bosque de kelp en la costa de Santa Rosa |